# Gene Ammons

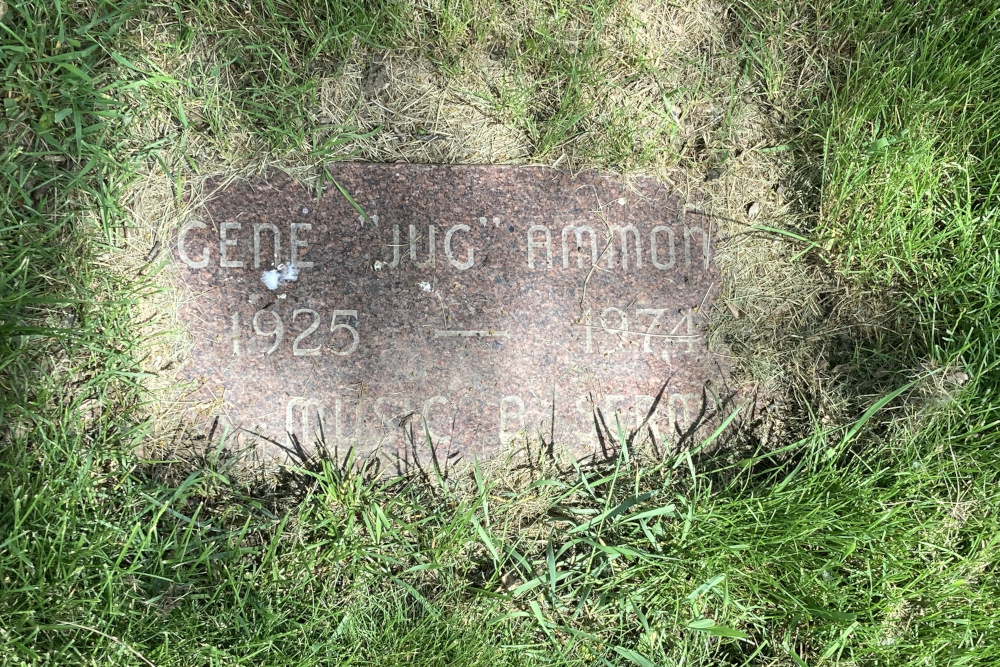
Nagrobek Gene’a Ammonsa na cmentarzu Lincolna w Blue Island

Eugene Ammons, ps. „Jug” (ur. 14 kwietnia 1925 w Chicago, zm. 6 sierpnia 1974 tamże) – amerykański saksofonista tenorowy. 

## Życiorys
Urodził się w Chicago w stanie Illinois. Był synem Alberta Ammonsa, pianisty boogie-woogie, oraz Lily K. z d. Sherrod.

### Kariera
Podobnie jak kilku innych wybitnych jazzmanów, studiował muzykę w liceum DuSable pod kierunkiem kpt. Waltera Dyetta. Początkowo uwielbiał improwizacje Lestera Younga, a nawet naśladował jego sposób gry z głową i saksofonem, skrzywionymi pod groteskowym kątem. W trzeciej klasie liceum zaczął grać lokalnie z zespołem trębacza Kinga Kolaxa. Pod koniec semestru wyruszył z Kolaxem w trasę objazdową, obejmującą występy w Savoy Ballroom w Nowym Jorku.
W 1945 został członkiem zespołu Billy'ego Eckstine'a. Współpracował też z Woodym Hermanem i Sonnym Stittem.